# François de Beauharnais

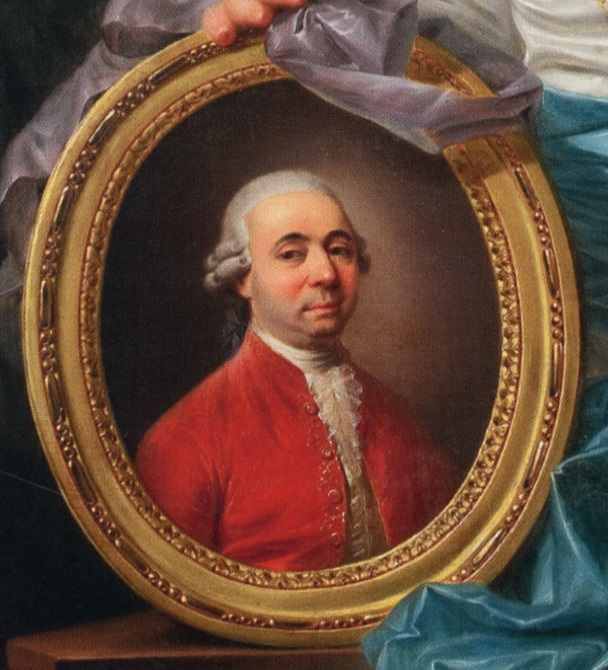
Francois de Beauharnais

François, markýz de Beauharnais (12. srpna 1756 v La Rochelle – 3. března 1846), byl francouzský šlechtic, švagr Josefíny de Beauharnais, pozdější francouzské císařovny.

## Biografie
Byl spolu se svým bratrem Alexandrem poslancem Národního shromáždění, kde na rozdíl od svého bratra bránil privilegia šlechty a práva krále. François stál v čele plánu royalistů na druhý útěk krále Ludvíka XVI. (1792), který ale naprosto selhal pro zatčení klíčového účastníka spiknutí. François sám uprchl a vstoupil do armády prince Condé, kde sloužil jako generálmajor až do rozpuštění této jednotky. Po nástupu Napoleona na trůn se vrátil do Francie a vstoupil do císařských služeb. Byl vyslancem Francie na dvoře království Eturie a později v Madridu, ale svým postupem vzbudil císařovu nedůvěru. Byl odvolán a vypovězen z Paříže. Jeho dcera Emilie Louisa byla roku 1798 prostřednictvím své tety Josephiny (tehdy již manželky generála Bonaparte) provdána za Napoleonova pobočníka Antoine Chamant hraběte de Lavalette.